# 开远市
开远市是中华人民共和国云南省红河哈尼族彝族自治州的一个县级市。位于云南省东南部，红河州中东部，北距云南省会昆明市约217公里，南距红河州州府蒙自市约50公里。全市面积1940平方千米，2020年总人口32.30万人，少数民族占总人口的48.16%，以彝族为主。开远市是云南省重要的工业城市，亦是云南与东南亚陆上通道的重要交通要塞。

## 历史
开远历史悠久，北部小龙潭煤层中曾挖掘出腊玛古猿牙齿化石，证明开远亦为古人类居住地之一。
西汉元封二年（前109年），汉武帝征滇国，设益州郡，今开远、建水一带便为当时益州郡所辖的毋棳县。蜀汉建兴三年（225年），毋棳县改称西丰县，属兴古郡。西晋后又复名毋棳，属宁州。东晋时属梁水郡。唐初属黎州梁水县（今开远、建水、蒙自、个旧、石屏一带）。:38
大理国时期，为最宁镇的阿宁部。蒙古灭大理国后，阿宁部改制为阿宁万户府。
明初置阿迷州，属临安府。南明永曆二年（清顺治五年，1648年），李定国平定土司沙定洲之乱后，改阿迷州为开远县。“开远”一名便始于此。清军入滇后，于顺治十六年（1659年）恢复旧名阿迷州。
民国二年（1913年）裁府、州，改为阿迷县，隶属蒙自道。民国十八年（1929年）云南省废除道制，阿迷县由省政府直辖:38。民国二十年（1931年），阿迷县长蒋子孝取“四面伸开，连接广远”之意请求将县名改为开远，并称“开远二字之意既觉新鲜，字音亦响亮。复明时之旧称，有碑有志，在在可考”。1932年2月19日，中華民國內政部正式批准阿迷县更名为开远县:665。
1950年，开远县隶属蒙自专员公署。1957年11月，红河哈尼族彝族自治州成立后，开远县属红河州至今。1981年2月，国务院批准撤销开远县，设立开远市（县级），同年11月18日开远市正式成立。:38-39

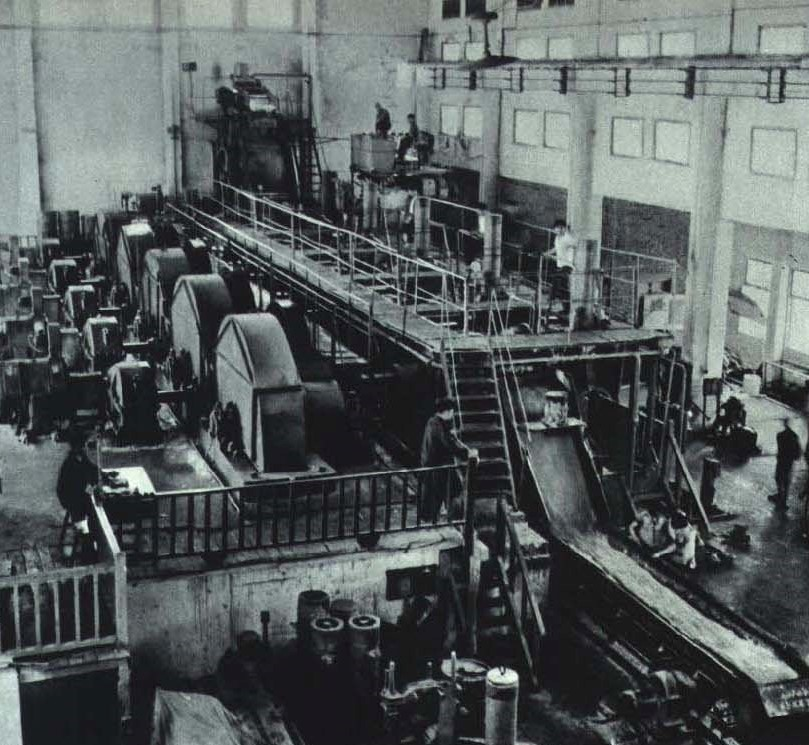
1964年 开远糖厂

## 地理

### 资源
开远有着得天独厚的矿产资源和水资源，全市盛产煤矿。目前已发现矿产可分为四类十六种，已开发十一种矿产。已探明储量的矿产有石灰岩、砂页岩、石英砂岩、耐火粘土、铁矿和煤矿。其中褐煤、石灰岩、无烟煤、砖瓦粘土等第一类矿产的开发程度最高，开发规模最大，已成为矿业的优势产业。离城区20公里的小龙潭，褐煤储量达12亿吨，是云南目前最大的露天煤矿，年开采量630万吨，现建有60万千瓦的坑口电厂。由于煤电充足，为数百个工矿企业的发展创造了条件。丰富的粮食、甘蔗等又为食品工业提供了原料保障，现已有水泥、化肥、制糖、造纸、酿 酒、食品等行业的工业。

### 气候
开远市属亚热带季风气候，年平均气温 19.9℃。
| 开远市气象数据（1981－2010） | 开远市气象数据（1981－2010） | 开远市气象数据（1981－2010） | 开远市气象数据（1981－2010） | 开远市气象数据（1981－2010） | 开远市气象数据（1981－2010） | 开远市气象数据（1981－2010） | 开远市气象数据（1981－2010） | 开远市气象数据（1981－2010） | 开远市气象数据（1981－2010） | 开远市气象数据（1981－2010） | 开远市气象数据（1981－2010） | 开远市气象数据（1981－2010） | 开远市气象数据（1981－2010） |
| 月份                         | 1月                          | 2月                          | 3月                          | 4月                          | 5月                          | 6月                          | 7月                          | 8月                          | 9月                          | 10月                         | 11月                         | 12月                         | 全年                         |
| ---------------------------- | ---------------------------- | ---------------------------- | ---------------------------- | ---------------------------- | ---------------------------- | ---------------------------- | ---------------------------- | ---------------------------- | ---------------------------- | ---------------------------- | ---------------------------- | ---------------------------- | ---------------------------- |
| 历史最高温 °C（°F）          | 30.2 (86.4)                  | 32.0 (89.6)                  | 34.2 (93.6)                  | 36.5 (97.7)                  | 37.3 (99.1)                  | 36.0 (96.8)                  | 35.6 (96.1)                  | 35.2 (95.4)                  | 35.8 (96.4)                  | 32.5 (90.5)                  | 30.5 (86.9)                  | 29.4 (84.9)                  | 37.3 (99.1)                  |
| 平均高温 °C（°F）            | 21.1 (70.0)                  | 23.6 (74.5)                  | 27.0 (80.6)                  | 29.6 (85.3)                  | 29.9 (85.8)                  | 30.1 (86.2)                  | 29.6 (85.3)                  | 29.7 (85.5)                  | 28.6 (83.5)                  | 26.1 (79.0)                  | 23.4 (74.1)                  | 20.6 (69.1)                  | 26.6 (79.9)                  |
| 日均气温 °C（°F）            | 13.5 (56.3)                  | 15.6 (60.1)                  | 19.1 (66.4)                  | 22.3 (72.1)                  | 23.9 (75.0)                  | 24.8 (76.6)                  | 24.5 (76.1)                  | 24.1 (75.4)                  | 22.8 (73.0)                  | 20.3 (68.5)                  | 16.5 (61.7)                  | 13.4 (56.1)                  | 20.1 (68.1)                  |
| 平均低温 °C（°F）            | 8.3 (46.9)                   | 9.9 (49.8)                   | 13.2 (55.8)                  | 16.7 (62.1)                  | 19.3 (66.7)                  | 21.1 (70.0)                  | 21.1 (70.0)                  | 20.6 (69.1)                  | 19.0 (66.2)                  | 16.5 (61.7)                  | 12.1 (53.8)                  | 8.5 (47.3)                   | 15.5 (60.0)                  |
| 历史最低温 °C（°F）          | 0.5 (32.9)                   | 2.7 (36.9)                   | 1.7 (35.1)                   | 7.6 (45.7)                   | 10.4 (50.7)                  | 14.6 (58.3)                  | 15.9 (60.6)                  | 15.3 (59.5)                  | 9.8 (49.6)                   | 5.7 (42.3)                   | 2.2 (36.0)                   | −2.7 (27.1)                  | −2.7 (27.1)                  |
| 平均降水量 mm（）            | 14.9 (0.59)                  | 18.8 (0.74)                  | 24.4 (0.96)                  | 45.7 (1.80)                  | 89.9 (3.54)                  | 117.5 (4.63)                 | 147.0 (5.79)                 | 120.5 (4.74)                 | 81.1 (3.19)                  | 55.3 (2.18)                  | 42.5 (1.67)                  | 12.9 (0.51)                  | 770.5 (30.34)                |
| 平均相對濕度（％）           | 69                           | 64                           | 60                           | 61                           | 66                           | 73                           | 78                           | 78                           | 75                           | 75                           | 75                           | 73                           | 71                           |
| 来源：中国气象局气象数据中心 |                              |                              |                              |                              |                              |                              |                              |                              |                              |                              |                              |                              |                              |

## 行政区划
开远市下辖2个街道办事处、2个镇、2个乡、1个民族乡：
乐白道街道、灵泉街道、中和营镇、小龙潭镇、大庄回族乡、羊街乡和碑格乡。

## 经济
从滇越铁路重要枢纽站到滇南第一个运输公司、第一座电站、第一座化肥厂等在开远建立开始，工业就成為开远的立市之本。电力、化肥、水泥、制糖歷来是开远的支柱產业，也是红河州基础工业的重要组成部分。2022年，开远市生产总值达320.23亿元，按可比价格计算，比上年增长3.0%。其中第一产业增加值30.45亿元，增长4.9%；第二产业增加值128.99亿元，增长1.3%；第三产业增加值160.79亿元，增长3.8%。三次产业结构为9.5∶40.3∶50.2。人均生产总值98,928元。城乡常住居民人均可支配收入分别为44,278元、21,813元。职工年平均工资81,621元。地方一般公共预算收入13.48亿元，人均4,165元。地方一般公共预算支出34.80亿元，人均10,749元。

## 人口
2020年第七次人口普查结果，开远市总人口（常住人口）共有323,031人，城镇人口227,231人（占70.34%），乡村人口95,800人（占29.66%）。共有男性165,840人、女性157,191人，性别比为105.50。0—14岁人口共56,365人（占17.45%），15—59岁人口共213,653人（占66.14%），60岁及以上人口共53,013人（占16.41%），其中65岁及以上人口共37,929人（占11.74%）。大学专科学历及以上人口有34,864人，15岁以上的文盲有9,563人，占15岁以上人口的3.59%。

## 民族
开远市境内居住着汉族与32个少数民族。世居少数民族有彝、苗、回、壮4个。
《开远市彝族传统文化及其现代适应》将开远彝族分为尼苏、仆拉、阿哲三大支系。尼苏占全市彝族人口的50%，仆拉占45%，又以区域将仆拉分成阿尼颇、阿沙黑颇、呆占颇、腊拨颇、底高颇等5个子支系，阿哲占5%。开远彝族语言属于尼苏语，现今大部分彝族以汉语作为社会交流工具。

## 交通

### 铁路运输

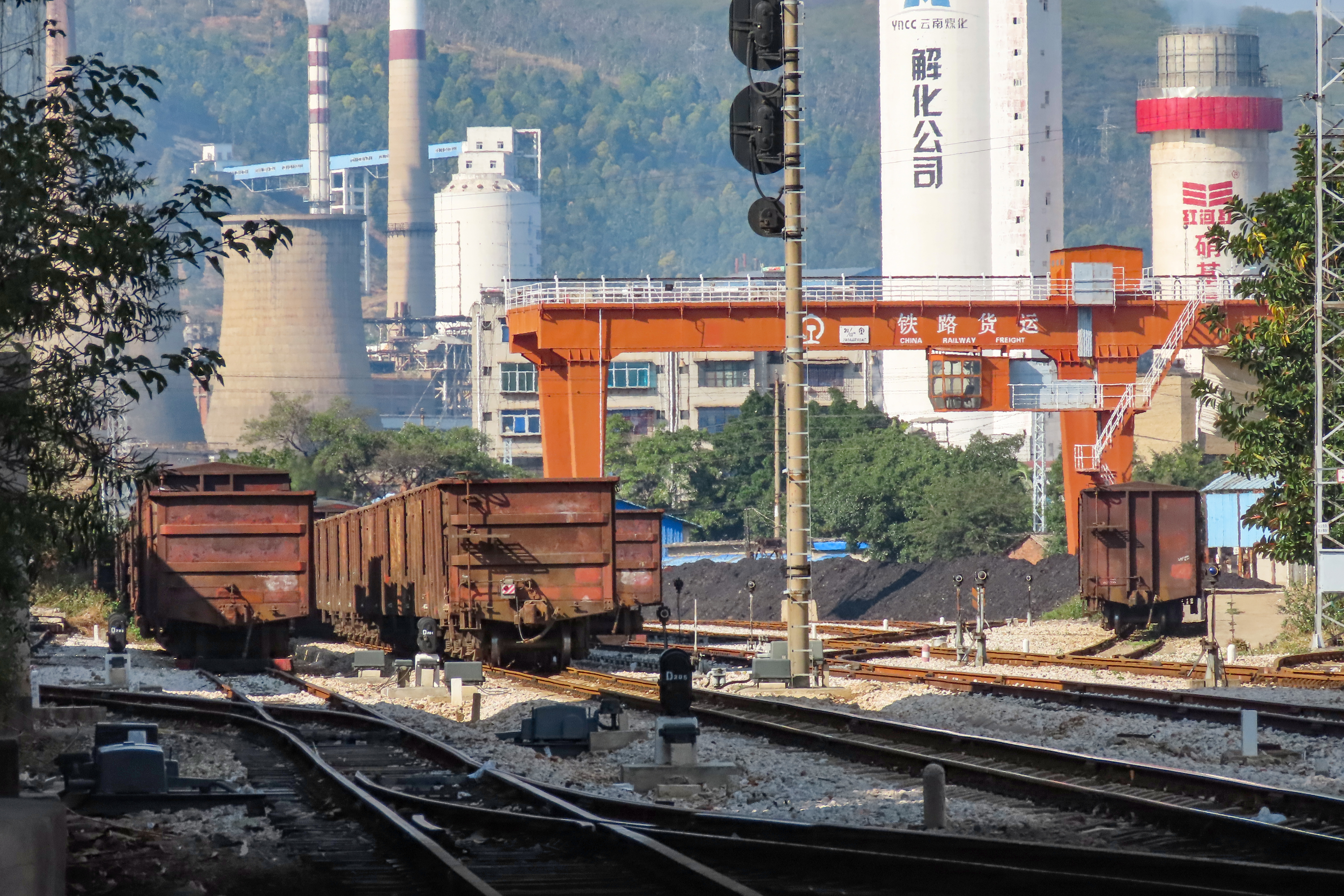
仍保留对外货运业务的开远站

开远市曾是窄轨滇越铁路的重要枢纽，1909年5月1日通车的开远站最初是全线34个车站中唯一的二等站:34，且由于滇越铁路夜间不行车，行驶全程的旅客列车需在开远过夜:149:1000,1012，开远的商旅业开始逐步发展，开远站的重要地位仅次于昆明这个一等站，奠定了老开远“旱码头”和“滇南商埠”的地位:154。但因公路发展且铁路年久失修，铁路对外客运于2003年停止，开远铁路分局也已于1997年撤销。2018年，开远市内的昆河线开远-大塔间新建祥云路、泸江河、1909广场、七孔桥、南洞5个乘降所，开始开行南北轨道交通公交列车。
于2022年12月26日开通的高速铁路弥蒙铁路在开远设有开远南站。

### 公路运输
开河高速公路途经开远市东部。

## 旅遊

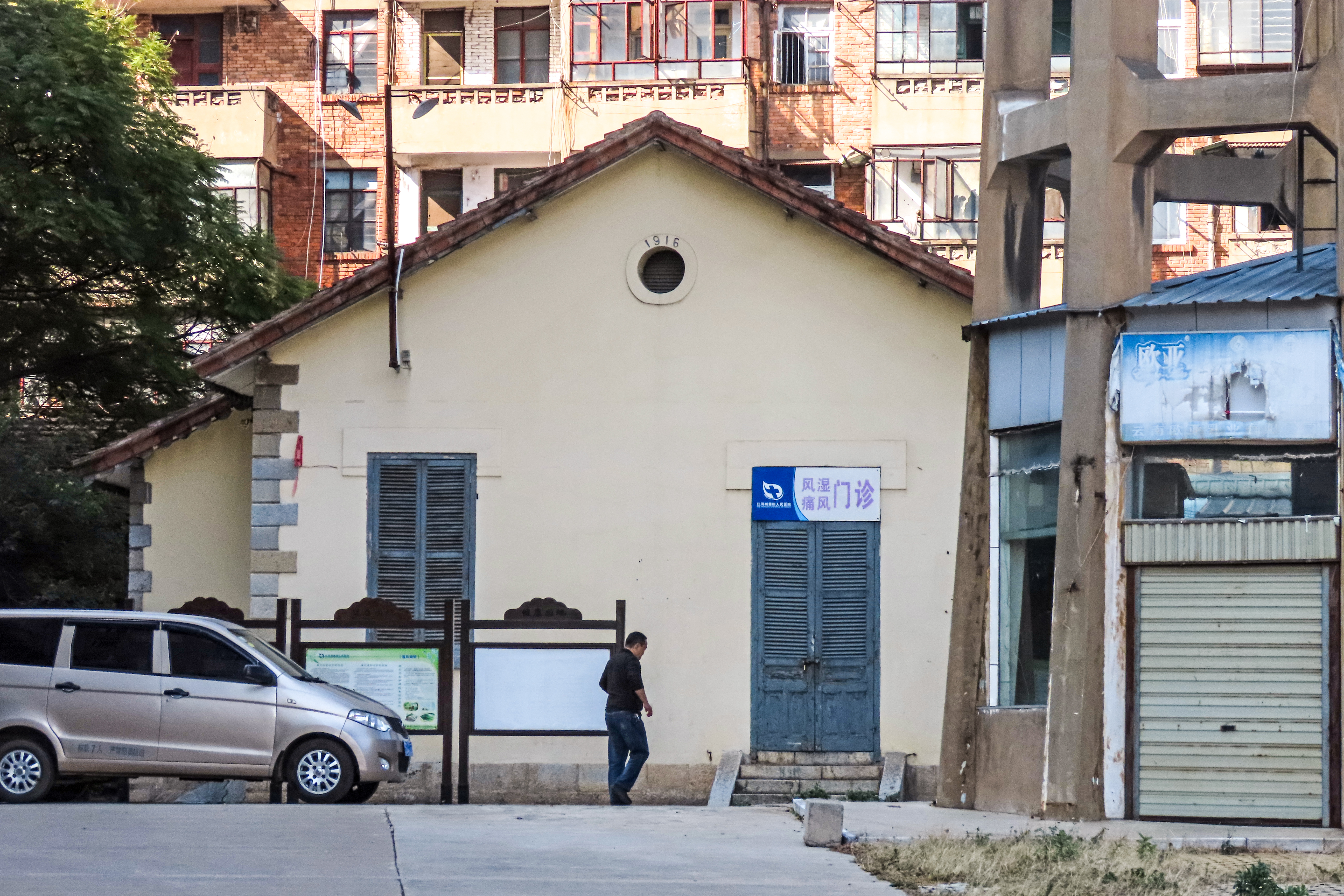
1916年修建的开远法国医院

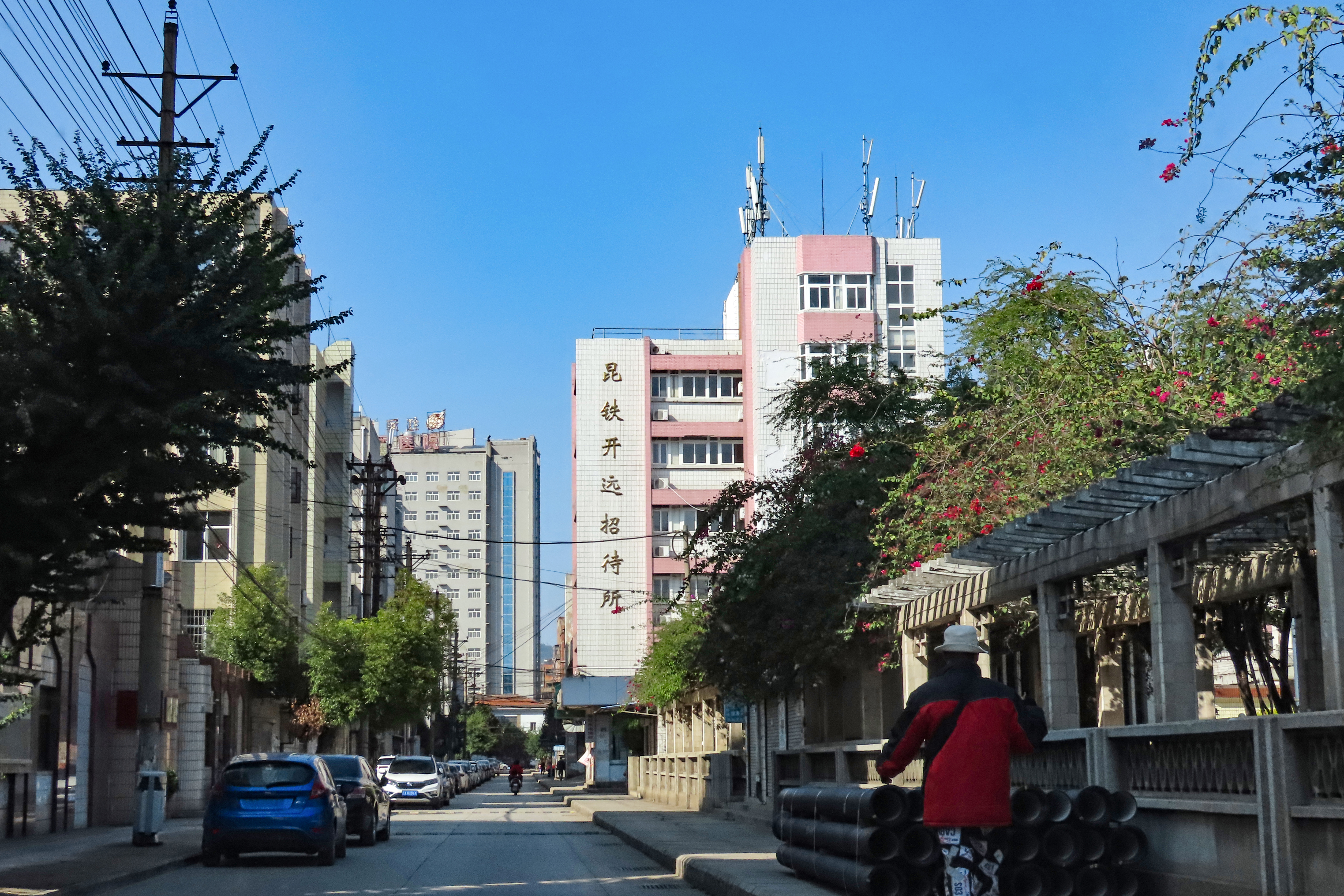
原俗称“洋正街”的彩云路

### 滇越铁路文化遗产
滇越铁路建于1903－1910年，是由法国人设计并雇佣中国劳工修筑的铁路，也是中国最长的一条窄轨铁路。滇越铁路开远段北起小龙潭灯笼山，南至羊街与蒙自草坝接壤处，全长59公里。滇越铁路开远段于1909年开通营运，从此承载着客货两运的运输任务，也正因滇越铁路开远段的运输吞吐量繁重，开远历史上一度成为繁荣的交通枢纽地。在全条约59公里的沿线上，开远地段有仁者三孔桥、木花果大花桥、洋人坟、开远火车站法式建筑（包括巴都署旧址、226号楼、机车库旧址）、法国医院旧址、小龙潭法国铁路桥、玉林山七孔桥等处建筑。其中列为州级文物保护单位的3处，即开远火车站法式建筑（包括巴都署旧址、226号楼、机车库旧址）、法国医院旧址、小龙潭法国铁路桥，其保护管理机构分别为昆明铁路局开远土地房产管理分所、红河州第四人民医院、昆明铁路局开远工务段。列为市级文物保护单位的有两处，即玉林山七孔桥、洋人坟。
- 开远火车站建筑。开远火车站建筑清一色法式风格，功能类别较全，沿一条南北向街道布列，俗称“洋正街”（今彩云路）。街西侧，排列法国籍管理人员住宿的二层小楼，及供休闲娱乐的俱乐部和接待往来达官贵人的洋酒店。街东侧，布列车站、站长室、机车库、转盘车等营运管理功能的建筑。北端为总经理办公室、法国医院等后勤管理区，南端设有安南小学。一年四季浓荫蔽地，黄墙红顶掩映其间，别具西洋风情，成为邑人茶余饭后文化休闲去处。随着现代化建设开展，开远火车站法式建筑多已被毁，现仅余“巴杜署”、“机车库”及二层小楼四栋。
- 巴都署旧址。巴都署旧址位于开远市彩云路北端，原为滇越铁路滇段开远火车站法国经理巴杜的办公室，俗称“巴杜署”。曾作过“开远铁路实业公司”，“昆明铁路局开远办事处离退休干部管理处”，现作“昆明铁路局离退休管理处”。
- 机车库旧址。机车库旧址位于彩云路北段铁路编号二区27幢与28幢之间，因地处开远火车站北机口处，故俗以“北机口”代称之。1909年建，车库内并列铁路三轨，能同时停放机车六台。内附设修理厂，置锅砣机一台、车床三台、刨床一台，对机车进行日常检修。机车库为开远时限最早、间架最大、跨距最大的钢架工业建筑。1915年12月，原云南都督蔡锷逃离袁世凯的软禁，绕道越南乘滇越铁路火车回滇发动护国起义。途经开远，袁世凯爪牙欲加暗算，蔡锷避险于机车库内得以幸免。1985年蒸汽机车停用，改为开远铁路分局抢险处，后改机关小车库至今。
- 226号楼。226号楼位于开远火车站彩云路北端，铁路编号226号。原为法国机务段主任的住宿楼。开远铁路分局后用于职工住宅，阳台被封砌作厨房，楼下东西山墙各开门一道。
- 法国医院旧址。随着滇越铁路开通运营，法国人在开远火车站配置了医院，社会通称法国医院。以铁路职员和地方显贵人物为主要服务对象。抗日战争胜利后改称铁路医院，中华人民共和国成立后改为铁路诊所，1958年成立开远铁路医院，逐步发展为一所分科综合医院。
- 水塔。现存法国医院旧址内，建于1910年，高20米。混凝土浇铸，顶为圆形储水池，直径7米，储水量60立方米，1991年，开远铁路分局新建高32米的倒锥形高水位塔，老水塔停止使用，原塔下深井泵房被填埋。现保存基本完好。
- 院长办公室旧址。院长办公室旧址为法国医院旧址之一，铁路编号208幢，位于彩云路北端。法国医院建于1910年，专供滇越铁路员工诊治。中华人民共和国成立后改称开远铁路医院，2006年医疗体制改革，改称红河州第四人民医院。
- 门诊部旧址。门诊部旧址为法国医院旧址之一，铁路编号205幢。建筑坐北向南，二层楼房；现建筑及门窗保存基本完好。中华人民共和国成立后，开远铁路医院将其用作家属、青工住宅。
- 住院部旧址。住院部旧址是法国医院旧址之一，铁路编号207幢。开远铁路医院成立后，将其作家属住宅，20世纪90年代后，用作设备科用房至今。
- 小龙潭法国铁路桥。小龙潭法国铁路桥为下承式多腹杆钢桁架桥梁，法国巴底纽勒（BatIgnoller）公司设计建造。全长110.40米，1909年4月15日建成。主桥体金属栅架，长52.4米，宽4.5米，高5.12米。两端续建有引桥，南引桥长42米，为三孔石拱桥；北引桥长17米，为单孔石拱桥。为滇越铁路咽喉要道之一，极具军事、经济战略地位。
- 七孔桥。七孔桥位于昆河线249公里+715米处的玉林山，是高架石拱桥的代表。1908年法国巴底纽勒（BatIgnoller）公司设计建造，全长95.8米，宽4.4米，坡度千分之二十一，每孔孔距10米，桥墩最高21米，最低14米，造型挺拔俊秀。
- 洋人坟。洋人坟位于开远解化集团有限公司塑料厂旁。为滇越铁路通车后，安葬滇越铁路滇段法国籍管理人员和越南籍员工的陵园，南北长62米，东西宽45米，占地面积2790平方米。墓葬坐向头西脚东，由混凝土浇灌而成，墓顶呈弧形，长179厘米，宽56厘米，中部凸起一扇形墓志，简记亡者姓名、下葬时间。墓葬南北向行排，两墓间距约73－93厘米；东西向列排，列距约140厘米。南部多葬法国人，北部多葬越南人。陵园周围高约1米余围墙，围墙东部开出入陵园大门，门口设置法式陵墓看守屋，围墙西部建置一个安息亡灵的穹窿石建筑。1958年建解化厂后，工厂从陵园中部开挖进厂道路，破坏了陵园完整性。文革中，工人以帝国主义侵略罪证，进行挖掘，致墓葬大批毁坏；解化塑料厂建厂后，以陵园为杂土堆积场，再将陵园作为空地出让给私人种植开发，致陵墓更进一步遭到破坏。
- 仁者三孔桥。位于昆河线248公里+418米处的仁者三孔桥，是低位石拱桥的代表，1909年法国人设计建造。桥南北向跨于家兴寨箐冲上，块石砌置，全长48米，宽3.65米，高5.44米。每孔孔距各9.95米，高4米；桥墩锥形，展长1.63米，宽3.08米，高1.3米，愈增桥体敦实稳健。
- 木花果大花桥。位于昆河线246公里+666米处的“木花果大花桥”，为下承式多腹杆钢桁架桥的代表，南北向横架于泸江河上。1909年3月8日，法国巴底纽勒（BatIgnoller）公司设计建造。全长52.4米，一孔，属于轨道穿过式“管状桥”。其大梁梁桁架高5.12米，其上部和下部横向联杆都是由一座四格网状桁架连接，使桥体呈栅格状几何纹造型，故民间俗称大花桥。